# Tamara Milosevic
Tamara Milošević (* 1976 in Frankfurt am Main) ist eine deutsche Dokumentarfilmerin serbischer Abstammung.

## Biografie
Nachdem Tamara Milošević von 1996 bis 1998 in Frankfurt am Main eine Ausbildung zur Fotografin absolviert hatte, arbeitete sie zunächst als Praktikantin im Bereich als Animation und Trickfilm-Produktion. Danach studierte von 2001 bis 2005 Filmregie mit dem Schwerpunkt Dokumentarfilm an der Filmakademie Baden-Württemberg. 2005 schloss Tamara Milošević ihr Studium mit der Diplomarbeit Zur falschen Zeit am falschen Ort, die mehrfach ausgezeichnet wurde, ab. Seit 2006 arbeitet sie als Autorin, Regisseurin, Dozentin und Filmproduzentin.

## Filmografie (Auswahl)
- 2003: Cement (Regie, Drehbuch und Ton)
- 2005: Zur falschen Zeit am falschen Ort (Regie, Drehbuch)
- 2008: El Futuro del Ayer (Regie, Kamera, Produktion und Ton)
- 2009: Mädchengeschichten – Melihas dritte Hochzeit  (Fernsehreihe)
- 2009: Überall nur nicht hier (Regie, Drehbuch)
- 2012: Das Amtsgericht (Regie, Drehbuch)
- 2015: Die Insel (Regie, Drehbuch)
- 2016: Ich und mein Islam (Regie, Drehbuch)
- 2019: Naima (Regie, Drehbuch)
- 2020: Systemrelevant (Regie, Produzentin)

## Auszeichnungen
- 2004: Cement gewinnt beim 6. Balkan-Black-Box-Festival in der Kategorie Bester Dokumentarfilm
- 2005: Gewinnerin des First Steps Awards in der Kategorie Dokumentarfilme für Zur falschen Zeit am falschen Ort
- 2005: Gewinnerin des CinemaNet Europe Award 2005 auf dem Dok Leipzig für Zur falschen Zeit am falschen Ort
- 2006: Gewinnerin des Förderpreises bei der Veranstaltung Deutscher Fernsehpreis für Zur falschen Zeit am falschen Ort
- 2006: Nominierung für den Max-Ophüls-Preis für Zur falschen Zeit am falschen Ort
- 2010: Nominierung für den Deutschen Fernsehpreis 2010 in der Kategorie Beste Dokumentation für Überall nur nicht hier
- 2014: German Kamera Award Die Insel
- 2015: BVKJ-Medienpreis für die Die Insel
- 2019: Berner Filmpreis «lobende Erwähnung» Naima